# Ralf Bartenschlager
Ralf Bartenschlager (* 29. Mai 1958 in Mannheim) ist ein deutscher Virologe und Professor an der Ruprecht-Karls-Universität Heidelberg.

## Leben und Wirken
Bartenschlager wuchs in einfachen Verhältnissen bei seinen Großeltern in einem Mannheimer Arbeitervorort auf. Nach dem Abitur war er vier Jahre lang als Polizeibeamter tätig. Er begann 1981 das Studium der Biologie an der Universität Heidelberg. Im Jahr 1987 beendete er dieses Studium. 1990 promovierte er schließlich bei Heinz Schaller am Zentrum für Molekulare Biologie Heidelberg in dem Thema Strukturelle und funktionelle Charakterisierung des P-Proteins der Hepatitis-B-Viren. Für seine Doktorarbeit wurde ihm der „Preis für die beste Dissertation der Gesellschaft für molekularbiologische Forschung Heidelberg“ verliehen. Zuerst arbeitete er bis 1991 als Postdoktorand an der Universität Heidelberg, bis er anschließend zum Pharmaunternehmen Hoffmann-La Roche, welches seinen Sitz in Basel hat, wechselte. Bis 1993 arbeitete er bei dem Pharmaunternehmen. Dort begann er seine wissenschaftlichen Studien zum Hepatitis C-Virus.
An der Johannes Gutenberg-Universität Mainz habilitierte er 1999. Seine Habilitationsschrift hatte die Untersuchungen zur Molekularbiologie des Hepatitis-C-Virus – Implikationen für die Entwicklung antiviraler Therapiekonzepte zum Thema. Anschließend wurde er dort Gruppenleiter am Institut für Virologie.
Seit 2002 ist er Professor an der Ruprecht-Karls-Universität in Heidelberg. Dort leitet er die Abteilung „Molekulare Virologie“ am Zentrum für Infektiologie. Zwischen 2002 und 2012 erhielt er eine Stiftungsprofessur der Chica und Heinz Schaller Stiftung.
Seit dem Jahr 2005 sitzt er im wissenschaftlichen Beirat der Gesellschaft für Virologie. Zwischen 2009 und 2015 gehörte er außerdem noch dem Fachkollegiat für Virologie der Deutschen Forschungsgemeinschaft an. Seit 2013 sitzt er im Beirat der Europäischen Gesellschaft für Virologie und ist Ko-Koordinator der „TTU Hepatitis“ am Deutschen Zentrum für Infektionsforschung.
Am Deutschen Krebsforschungszentrum leitet er seit 2014 die Abteilung „Virus‐assoziierte Karzinogenese“ und ist Sprecher des Forschungsschwerpunkts „Infektion, Entzündung und Krebs“.

### Forschungsschwerpunkte
Bartenschlagers Forschungsschwerpunkte liegen vor allem bei der Erforschung des Hepatitis-C-Virus, aber auch des Hepatitis-B-Virus. Diese Viren gehören zu den Haupterregern akuter und chronischer Lebererkrankungen und sind stark assoziiert mit der Entstehung von Leberkrebs. Darüber hinaus arbeitet Bartenschlager noch an Flaviviren, insbesondere am Dengue-Virus, dem Auslöser des Denguefieber. Sowohl bei den Hepatitis-Viren wie auch beim Denguevirus leistete er wichtige Beiträge zum Verständnis der Lebenszyklen der Viren. Seine bahnbrechende Arbeit zur intrazellulären Vermehrung des Hepatitis-C-Virus und die Entwicklung eines experimentellen Systems (Replikon-System), das die Vermehrung von Virusgenomen in der Zellkultur erlaubt, gelten als maßgebliche Grundlagen für die Entwicklung ganz neuer Klassen hochwirksamer Medikamente gegen die Hepatitis C. In Anerkennung dieser Leistung wurde ihm (zusammen mit Charles M. Rice) 2015 der renommierte Robert-Koch-Preis verliehen.

## Auszeichnungen und Mitgliedschaften
- Durch die Stadt Clausthal–Zellerfeld wurde er 2000 mit dem Robert‐Koch‐Förderpreis der Bergstadt Clausthal‐Zellerfeld ausgezeichnet, welcher zu Ehren von Robert Koch gestiftet wurde. Dieser Preis ist mit 5000 Euro dotiert und wurde zur Förderung der medizinisch-biologischen Forschung 1981 ins Leben gerufen.[9]
- 2001 wurde er dann durch die Gesellschaft für Virologie mit dem Loeffler-Frosch-Preis ausgezeichnet, der für besondere Leistungen auf dem Gebiet der Virologie verliehen wird.[10]
- 2002 wurde er mit dem William Prusoff Young Investigator Lecture Award geehrt.[11]
- 2006 wurde er von der Freiburger Medizinischen Gesellschaft zu einer Vorlesung zum Gedenken an Ludwig Aschoff eingeladen; einher ging damit die Verleihung der Aschoff-Medaille.[12]
- Durch die Philipps-Universität Marburg wurde er 2006 mit der Behring-Lecture ausgezeichnet; mit dieser Auszeichnung ehrt die Universität Wissenschaftler, die sich besonders im Bereich der Immunologie, Virologie oder Mikrobiologie verdient gemacht haben.[13] Sieben Jahre später wurde er durch die Universität Heidelberg mit dem hochdotierten Lautenschläger-Forschungspreis ausgezeichnet.[14][15]
- Im Jahr 2006 wurde Bartenschlager zum Mitglied der Deutschen Akademie der Naturforscher Leopoldina gewählt.[16]
- Zusammen mit Charles M. Rice wurde er 2015 mit dem Robert-Koch-Preis ausgezeichnet.[3][17][18][19]
- 2016 wurde Bartenschlager, Rice und Michael J. Sofia der Lasker~DeBakey Clinical Medical Research Award zugesprochen.[20][21][22]
- 2017 erhielt er den Hector Wissenschaftspreis und wurde in die European Molecular Biology Organization gewählt.
- 2019 wurde Bartenschlager mit dem Prinz-Mahidol-Preis ausgezeichnet.
- 2022 erhielt er den Ehrendoktor der Johannes Gutenberg-Universität Mainz[23]
- 2022 wurde ihm zusätzlich der Ernst-Jung-Preis zugesprochen.

## Schriften (Auswahl)
- Strukturelle und funktionelle Charakterisierung des P-Proteins der Hepatitis-B-Viren. s. n., s. l. 1990, OCLC 75195168 (Heidelberg, Universität, Dissertation, 1990).
- Untersuchungen zur Molekularbiologie des Hepatitis-C-Virus. Implikationen für die Entwicklung antiviraler Therapiekonzepte. s. n., s. l. 1998, OCLC 614148436 (Mainz, Universität, Habilitations-Schrift, 1998).
- als Herausgeber mit Hans-Georg Kräusslich: Antiviral strategies (= Handbook of Experimental Pharmacology. Band 189). Springer, Berlin u. a. 2009, ISBN 978-3-540-79086-0.
- als Herausgeber: Hepatitis C virus. From molecular virology to antiviral therapy (= Current Topics in Microbiology and Immunology. Band 369). Springer, Heidelberg u. a. 2013, ISBN 978-3-642-27340-7.